# Coppa del Mondo di biathlon 2013
La Coppa del Mondo di biathlon 2013 fu la trentaseiesima edizione della manifestazione organizzata dall'Unione Internazionale Biathlon; ebbe inizio il 25 novembre 2012 a Östersund, in Svezia, e si concluse il 17 marzo 2013 a Chanty-Mansijsk, in Russia. Nel corso della stagione si tennero a Nové Město na Moravě i Campionati mondiali di biathlon 2013, validi anche ai fini della Coppa del Mondo, il cui calendario non contemplò dunque interruzioni.
In campo maschile furono disputate tutte le 26 gare individuali e le 6 a squadre previste, in 10 diverse località. Il francese Martin Fourcade si aggiudicò sia la coppa di cristallo, il trofeo assegnato al vincitore della classifica generale, sia tutte le Coppe di specialità; Fourcade era il detentore uscente della Coppa generale.
In campo femminile furono disputate tutte le 26 gare individuali e le 6 a squadre previste, in 10 diverse località. La norvegese Tora Berger si aggiudicò sia la coppa di cristallo, sia tutte le Coppe di specialità; Magdalena Neuner era la detentrice uscente della Coppa generale.
Le staffette miste inserite in calendario furono due, disputate in altrettante località.

## Uomini

### Risultati
| Data                                 | Località              | Nazione   | Spec. | Primo                                                                                            | Secondo                                                                                 | Terzo                                                                      |
| ------------------------------------ | --------------------- | --------- | ----- | ------------------------------------------------------------------------------------------------ | --------------------------------------------------------------------------------------- | -------------------------------------------------------------------------- |
| 28 novembre 2012                     | Östersund             | Svezia    | IN    | Martin Fourcade                                                                                  | Dominik Landertinger                                                                    | Erik Lesser                                                                |
| 1º dicembre 2012                     | Östersund             | Svezia    | SP    | Jean-Philippe Le Guellec                                                                         | Alexis Bœuf                                                                             | Christoph Sumann                                                           |
| 2 dicembre 2012                      | Östersund             | Svezia    | PU    | Martin Fourcade                                                                                  | Andreas Birnbacher                                                                      | Anton Šipulin                                                              |
| 7 dicembre 2012                      | Hochfilzen            | Austria   | SP    | Andreas Birnbacher                                                                               | Martin Fourcade                                                                         | Jakov Fak                                                                  |
| 8 dicembre 2012                      | Hochfilzen            | Austria   | PU    | Jakov Fak                                                                                        | Dmitrij Malyško                                                                         | Martin Fourcade                                                            |
| 9 dicembre 2012                      | Hochfilzen            | Austria   | RL    | Norvegia Lars Helge Birkeland Ole Einar Bjørndalen Vetle Sjåstad Christiansen Henrik L'Abée-Lund | Francia Vincent Jay Jean-Guillaume Béatrix Alexis Bœuf Martin Fourcade                  | Russia Anton Šipulin Andrej Makoveev Evgenij Ustjugov Dmitrij Malyško      |
| 13 dicembre 2012                     | Pokljuka              | Slovenia  | SP    | Jakov Fak                                                                                        | Emil Hegle Svendsen                                                                     | Martin Fourcade                                                            |
| 15 dicembre 2012                     | Pokljuka              | Slovenia  | PU    | Emil Hegle Svendsen                                                                              | Ondřej Moravec                                                                          | Martin Fourcade                                                            |
| 16 dicembre 2012                     | Pokljuka              | Slovenia  | MS    | Andreas Birnbacher                                                                               | Jakov Fak                                                                               | Tim Burke                                                                  |
| 4 gennaio 2013                       | Oberhof               | Germania  | RL    | Russia Aleksej Volkov Evgenij Garaničev Anton Šipulin Dmitrij Malyško                            | Norvegia Henrik L'Abée-Lund Ole Einar Bjørndalen Erlend Bjøntegaard Emil Hegle Svendsen | Germania Simon Schempp Erik Lesser Arnd Peiffer Florian Graf               |
| 5 gennaio 2013                       | Oberhof               | Germania  | SP    | Dmitrij Malyško                                                                                  | Evgenij Garaničev                                                                       | Emil Hegle Svendsen                                                        |
| 6 gennaio 2013                       | Oberhof               | Germania  | PU    | Dmitrij Malyško                                                                                  | Evgenij Garaničev                                                                       | Ondřej Moravec                                                             |
| 10 gennaio 2013                      | Ruhpolding            | Germania  | RL    | Francia Simon Fourcade Jean-Guillaume Béatrix Alexis Bœuf Martin Fourcade                        | Norvegia Lars Helge Birkeland Tarjei Bø Henrik L'Abée-Lund Emil Hegle Svendsen          | Austria Simon Eder Friedrich Pinter Dominik Landertinger Christoph Sumann  |
| 12 gennaio 2013                      | Ruhpolding            | Germania  | SP    | Martin Fourcade                                                                                  | Evgenij Ustjugov                                                                        | Andrej Makoveev                                                            |
| 13 gennaio 2013                      | Ruhpolding            | Germania  | MS    | Martin Fourcade                                                                                  | Dmitrij Malyško                                                                         | Emil Hegle Svendsen                                                        |
| 18 gennaio 2013                      | Anterselva            | Italia    | SP    | Anton Šipulin                                                                                    | Emil Hegle Svendsen                                                                     | Jakov Fak                                                                  |
| 19 gennaio 2013                      | Anterselva            | Italia    | PU    | Anton Šipulin                                                                                    | Jakov Fak                                                                               | Daniel Mesotitsch                                                          |
| 20 gennaio 2013                      | Anterselva            | Italia    | RL    | Francia Simon Fourcade Jean-Guillaume Béatrix Alexis Bœuf Martin Fourcade                        | Russia Anton Šipulin Evgenij Ustjugov Evgenij Garaničev Dmitrij Malyško                 | Austria Simon Eder Christoph Sumann Daniel Mesotitsch Dominik Landertinger |
| Campionati mondiali di biathlon 2013 |                       |           |       |                                                                                                  |                                                                                         |                                                                            |
| 9 febbraio 2013                      | Nové Město na Moravě  | Rep. Ceca | SP    | Emil Hegle Svendsen                                                                              | Martin Fourcade                                                                         | Jakov Fak                                                                  |
| 10 febbraio 2013                     | Nové Město na Moravě  | Rep. Ceca | PU    | Emil Hegle Svendsen                                                                              | Martin Fourcade                                                                         | Anton Šipulin                                                              |
| 14 febbraio 2013                     | Nové Město na Moravě  | Rep. Ceca | IN    | Martin Fourcade                                                                                  | Tim Burke                                                                               | Fredrik Lindström                                                          |
| 16 febbraio 2013                     | Nové Město na Moravě  | Rep. Ceca | RL    | Norvegia Ole Einar Bjørndalen Henrik L'Abée-Lund Tarjei Bø Emil Hegle Svendsen                   | Francia Simon Fourcade Jean-Guillaume Béatrix Alexis Bœuf Martin Fourcade               | Germania Simon Schempp Andreas Birnbacher Arnd Peiffer Erik Lesser         |
| 17 febbraio 2013                     | Nové Město na Moravě  | Rep. Ceca | MS    | Tarjei Bø                                                                                        | Anton Šipulin                                                                           | Emil Hegle Svendsen                                                        |
| 28 febbraio 2013                     | Oslo Holmenkollen     | Norvegia  | SP    | Tarjei Bø                                                                                        | Martin Fourcade                                                                         | Andrij Deryzemlja                                                          |
| 2 marzo 2013                         | Oslo Holmenkollen     | Norvegia  | PU    | Martin Fourcade                                                                                  | Tarjei Bø                                                                               | Aleksandr Loginov                                                          |
| 3 marzo 2013                         | Oslo Holmenkollen     | Norvegia  | MS    | Ondřej Moravec                                                                                   | Martin Fourcade                                                                         | Erik Lesser                                                                |
| 7 marzo 2013                         | Soči Krasnaja Poljana | Russia    | IN    | Martin Fourcade                                                                                  | Andreas Birnbacher                                                                      | Serhij Semenov                                                             |
| 9 marzo 2013                         | Soči Krasnaja Poljana | Russia    | SP    | Martin Fourcade                                                                                  | Evgenij Ustjugov                                                                        | Henrik L'Abée-Lund                                                         |
| 10 marzo 2013                        | Soči Krasnaja Poljana | Russia    | RL    | Russia Anton Šipulin Aleksandr Loginov Dmitrij Malyško Evgenij Ustjugov                          | Germania Erik Lesser Andreas Birnbacher Arnd Peiffer Benedikt Doll                      | Rep. Ceca Michal Šlesingr Jaroslav Soukup Vít Jánov Ondřej Moravec         |
| 15 marzo 2013                        | Chanty-Mansijsk       | Russia    | SP    | Martin Fourcade                                                                                  | Lukas Hofer                                                                             | Andreas Birnbacher                                                         |
| 16 marzo 2013                        | Chanty-Mansijsk       | Russia    | PU    | Christoph Sumann                                                                                 | Simon Fourcade                                                                          | Martin Fourcade Michal Šlesingr                                            |
| 17 marzo 2013                        | Chanty-Mansijsk       | Russia    | MS    | Martin Fourcade                                                                                  | Dominik Landertinger                                                                    | Emil Hegle Svendsen                                                        |

Legenda:

IN = individuale (20 km)

SP = sprint (10 km)

PU = inseguimento (12,5 km)

MS = partenza in linea (15 km)

RL = staffetta (4x7,5 km)

### Classifiche

#### Generale
| Pos. | Nome                 | Nazione     | Punti |
| ---- | -------------------- | ----------- | ----- |
| 1    | Martin Fourcade      | Francia     | 1248  |
| 2    | Emil Hegle Svendsen  | Norvegia    | 827   |
| 3    | Dominik Landertinger | Austria     | 715   |
| 4    | Jakov Fak            | Slovenia    | 709   |
| 5    | Andreas Birnbacher   | Germania    | 691   |
| 6    | Evgenij Ustjugov     | Russia      | 677   |
| 7    | Fredrik Lindström    | Svezia      | 654   |
| 8    | Dmitrij Malyško      | Russia      | 645   |
| 9    | Anton Šipulin        | Russia      | 618   |
| 10   | Tim Burke            | Stati Uniti | 615   |

#### Sprint
| Pos. | Nome                | Nazione  | Punti |
| ---- | ------------------- | -------- | ----- |
| 1    | Martin Fourcade     | Francia  | 484   |
| 2    | Emil Hegle Svendsen | Norvegia | 315   |
| 3    | Evgenij Ustjugov    | Russia   | 313   |
| 4    | Jakov Fak           | Slovenia | 302   |
| 5    | Simon Eder          | Austria  | 260   |

#### Inseguimento
| Pos. | Nome                | Nazione  | Punti |
| ---- | ------------------- | -------- | ----- |
| 1    | Martin Fourcade     | Francia  | 388   |
| 2    | Emil Hegle Svendsen | Norvegia | 287   |
| 3    | Anton Šipulin       | Russia   | 247   |
| 4    | Fredrik Lindström   | Svezia   | 240   |
| 5    | Dmitrij Malyško     | Russia   | 231   |

#### Partenza in linea
| Pos. | Nome                | Nazione     | Punti |
| ---- | ------------------- | ----------- | ----- |
| 1    | Martin Fourcade     | Francia     | 248   |
| 2    | Emil Hegle Svendsen | Norvegia    | 182   |
| 3    | Tim Burke           | Stati Uniti | 167   |
| 4    | Andreas Birnbacher  | Germania    | 163   |
| 5    | Ondřej Moravec      | Rep. Ceca   | 162   |

#### Individuale
| Pos. | Nome                 | Nazione     | Punti |
| ---- | -------------------- | ----------- | ----- |
| 1    | Martin Fourcade      | Francia     | 180   |
| 2    | Andreas Birnbacher   | Germania    | 104   |
| 3    | Tim Burke            | Stati Uniti | 102   |
| 4    | Dominik Landertinger | Austria     | 100   |
| 5    | Ondřej Moravec       | Rep. Ceca   | 97    |

#### Staffetta
| Pos. | Nazione  | Punti |
| ---- | -------- | ----- |
| 1    | Russia   | 305   |
| 2    | Norvegia | 302   |
| 3    | Francia  | 296   |
| 4    | Germania | 267   |
| 5    | Austria  | 243   |

#### Nazioni
| Pos. | Nazione  | Punti |
| ---- | -------- | ----- |
| 1    | Russia   | 7749  |
| 2    | Norvegia | 7692  |
| 3    | Francia  | 7656  |
| 4    | Germania | 7227  |
| 5    | Austria  | 6905  |

## Donne

### Risultati
| Data                                 | Località              | Nazione   | Spec. | Prima                                                                         | Seconda                                                                     | Terza                                                                           |
| ------------------------------------ | --------------------- | --------- | ----- | ----------------------------------------------------------------------------- | --------------------------------------------------------------------------- | ------------------------------------------------------------------------------- |
| 29 novembre 2012                     | Östersund             | Svezia    | IN    | Tora Berger                                                                   | Dar″ja Domračava                                                            | Ekaterina Glazyrina                                                             |
| 1º dicembre 2012                     | Östersund             | Svezia    | SP    | Tora Berger                                                                   | Olena Pidhrušna                                                             | Ol'ga Viluchina                                                                 |
| 2 dicembre 2012                      | Östersund             | Svezia    | PU    | Tora Berger                                                                   | Dar″ja Domračava                                                            | Andrea Henkel                                                                   |
| 7 dicembre 2012                      | Hochfilzen            | Austria   | SP    | Dar″ja Domračava                                                              | Kaisa Mäkäräinen                                                            | Tora Berger                                                                     |
| 8 dicembre 2012                      | Hochfilzen            | Austria   | PU    | Synnøve Solemdal                                                              | Tora Berger                                                                 | Kaisa Mäkäräinen                                                                |
| 9 dicembre 2012                      | Hochfilzen            | Austria   | RL    | Norvegia Fanny Horn Synnøve Solemdal Hilde Fenne Tora Berger                  | Ucraina Vita Semerenko Valentyna Semerenko Julija Džyma Olena Pidhrušna     | Russia Ekaterina Glazyrina Ol'ga Zajceva Ekaterina Šumilova Ol'ga Viluchina     |
| 13 dicembre 2012                     | Pokljuka              | Slovenia  | SP    | Gabriela Soukalová                                                            | Miriam Gössner                                                              | Nadzeja Skardzina                                                               |
| 15 dicembre 2012                     | Pokljuka              | Slovenia  | PU    | Miriam Gössner                                                                | Gabriela Soukalová                                                          | Marie Dorin                                                                     |
| 16 dicembre 2012                     | Pokljuka              | Slovenia  | MS    | Tora Berger                                                                   | Miriam Gössner                                                              | Gabriela Soukalová                                                              |
| 3 gennaio 2013                       | Oberhof               | Germania  | RL    | Ucraina Julija Džyma Valentyna Semerenko Olena Pidhrušna Vita Semerenko       | Francia Marie-Laure Brunet Anaïs Bescond Sophie Boilley Marie Dorin         | Germania Tina Bachmann Miriam Gössner Franziska Hildebrand Nadine Horchler      |
| 5 gennaio 2013                       | Oberhof               | Germania  | SP    | Miriam Gössner                                                                | Tora Berger                                                                 | Andrea Henkel                                                                   |
| 6 gennaio 2013                       | Oberhof               | Germania  | PU    | Ol'ga Zajceva                                                                 | Veronika Vítková                                                            | Valentyna Semerenko                                                             |
| 9 gennaio 2013                       | Ruhpolding            | Germania  | RL    | Norvegia Hilde Fenne Ann Kristin Flatland Synnøve Solemdal Tora Berger        | Russia Ekaterina Glazyrina Ol'ga Viluchina Ekaterina Šumilova Ol'ga Zajceva | Rep. Ceca Veronika Vítková Gabriela Soukalová Kristýna Černá Veronika Zvařičová |
| 11 gennaio 2013                      | Ruhpolding            | Germania  | SP    | Miriam Gössner                                                                | Dar″ja Domračava                                                            | Kaisa Mäkäräinen                                                                |
| 13 gennaio 2013                      | Ruhpolding            | Germania  | MS    | Tora Berger                                                                   | Dar″ja Domračava                                                            | Ol'ga Zajceva                                                                   |
| 17 gennaio 2013                      | Anterselva            | Italia    | SP    | Anastasija Kuz'mina                                                           | Kaisa Mäkäräinen                                                            | Dar″ja Domračava                                                                |
| 19 gennaio 2013                      | Anterselva            | Italia    | PU    | Tora Berger                                                                   | Olena Pidhrušna                                                             | Kaisa Mäkäräinen                                                                |
| 20 gennaio 2013                      | Anterselva            | Italia    | RL    | Germania Franziska Hildebrand Miriam Gössner Nadine Horchler Andrea Henkel    | Russia Ekaterina Glazyrina Ol'ga Zajceva Ekaterina Šumilova Ol'ga Viluchina | Francia Anaïs Bescond Sophie Boilley Marie-Laure Brunet Marie Dorin             |
| Campionati mondiali di biathlon 2013 |                       |           |       |                                                                               |                                                                             |                                                                                 |
| 9 febbraio 2013                      | Nové Město na Moravě  | Rep. Ceca | SP    | Olena Pidhrušna                                                               | Tora Berger                                                                 | Vita Semerenko                                                                  |
| 10 febbraio 2013                     | Nové Město na Moravě  | Rep. Ceca | PU    | Tora Berger                                                                   | Krystyna Pałka                                                              | Olena Pidhrušna                                                                 |
| 13 febbraio 2013                     | Nové Město na Moravě  | Rep. Ceca | IN    | Tora Berger                                                                   | Andrea Henkel                                                               | Valentyna Semerenko                                                             |
| 15 febbraio 2013                     | Nové Město na Moravě  | Rep. Ceca | RL    | Norvegia Hilde Fenne Ann Kristin Flatland Synnøve Solemdal Tora Berger        | Ucraina Julija Džyma Vita Semerenko Valentyna Semerenko Olena Pidhrušna     | Italia Dorothea Wierer Nicole Gontier Michela Ponza Karin Oberhofer             |
| 17 febbraio 2013                     | Nové Město na Moravě  | Rep. Ceca | MS    | Dar″ja Domračava                                                              | Tora Berger                                                                 | Monika Hojnisz                                                                  |
| 1º marzo 2013                        | Oslo Holmenkollen     | Norvegia  | SP    | Tora Berger                                                                   | Dar″ja Domračava                                                            | Anastasija Kuz'mina                                                             |
| 2 marzo 2013                         | Oslo Holmenkollen     | Norvegia  | PU    | Tora Berger                                                                   | Marie Dorin                                                                 | Anastasija Kuz'mina                                                             |
| 3 marzo 2013                         | Oslo Holmenkollen     | Norvegia  | MS    | Tora Berger                                                                   | Anastasija Kuz'mina                                                         | Dar″ja Domračava                                                                |
| 7 marzo 2013                         | Soči Krasnaja Poljana | Russia    | IN    | Dar″ja Domračava                                                              | Ol'ga Zajceva                                                               | Tora Berger                                                                     |
| 9 marzo 2013                         | Soči Krasnaja Poljana | Russia    | SP    | Magdalena Gwizdoń                                                             | Anastasija Kuz'mina                                                         | Tora Berger                                                                     |
| 10 marzo 2013                        | Soči Krasnaja Poljana | Russia    | RL    | Germania Andrea Henkel Evi Sachenbacher-Stehle Miriam Gössner Laura Dahlmeier | Ucraina Julija Džyma Olena Pidhrušna Valentyna Semerenko Marija Panfilova   | Norvegia Hilde Fenne Tiril Eckhoff Ann Kristin Flatland Tora Berger             |
| 14 marzo 2013                        | Chanty-Mansijsk       | Russia    | SP    | Gabriela Soukalová                                                            | Andrea Henkel                                                               | Miriam Gössner                                                                  |
| 16 marzo 2013                        | Chanty-Mansijsk       | Russia    | PU    | Gabriela Soukalová                                                            | Ol'ga Viluchina                                                             | Tora Berger                                                                     |
| 17 marzo 2013                        | Chanty-Mansijsk       | Russia    | MS    | Gabriela Soukalová                                                            | Marie Dorin                                                                 | Kaisa Mäkäräinen                                                                |

Legenda:

IN = individuale (15 km)

SP = sprint (7,5 km)

PU = inseguimento (10 km)

MS = partenza in linea (12,5 km)

RL = staffetta (4x6 km)

### Classifiche

#### Generale
| Pos. | Nome                | Nazione     | Punti |
| ---- | ------------------- | ----------- | ----- |
| 1    | Tora Berger         | Norvegia    | 1234  |
| 2    | Dar″ja Domračava    | Bielorussia | 924   |
| 3    | Andrea Henkel       | Germania    | 856   |
| 4    | Marie Dorin         | Francia     | 843   |
| 5    | Kaisa Mäkäräinen    | Finlandia   | 834   |
| 6    | Gabriela Soukalová  | Rep. Ceca   | 800   |
| 7    | Anastasija Kuz'mina | Slovacchia  | 769   |
| 8    | Olena Pidhrušna     | Ucraina     | 764   |
| 9    | Miriam Gössner      | Germania    | 746   |
| 10   | Vita Semerenko      | Ucraina     | 739   |

#### Sprint
| Pos. | Nome             | Nazione     | Punti |
| ---- | ---------------- | ----------- | ----- |
| 1    | Tora Berger      | Norvegia    | 428   |
| 2    | Dar″ja Domračava | Bielorussia | 351   |
| 3    | Miriam Gössner   | Germania    | 337   |
| 4    | Marie Dorin      | Francia     | 325   |
| 5    | Kaisa Mäkäräinen | Finlandia   | 324   |

#### Inseguimento
| Pos. | Nome             | Nazione   | Punti |
| ---- | ---------------- | --------- | ----- |
| 1    | Tora Berger      | Norvegia  | 417   |
| 2    | Andrea Henkel    | Germania  | 279   |
| 3    | Marie Dorin      | Francia   | 277   |
| 4    | Olena Pidhrušna  | Ucraina   | 265   |
| 5    | Kaisa Mäkäräinen | Finlandia | 255   |

#### Partenza in linea
| Pos. | Nome             | Nazione     | Punti |
| ---- | ---------------- | ----------- | ----- |
| 1    | Tora Berger      | Norvegia    | 262   |
| 2    | Dar″ja Domračava | Bielorussia | 200   |
| 3    | Vita Semerenko   | Ucraina     | 185   |
| 4    | Marie Dorin      | Francia     | 175   |
| 5    | Kaisa Mäkäräinen | Finlandia   | 171   |

#### Individuale
| Pos. | Nome                | Nazione     | Punti |
| ---- | ------------------- | ----------- | ----- |
| 1    | Tora Berger         | Norvegia    | 168   |
| 2    | Andrea Henkel       | Germania    | 131   |
| 3    | Dar″ja Domračava    | Bielorussia | 122   |
| 4    | Ol'ga Zajceva       | Russia      | 107   |
| 5    | Anastasija Kuz'mina | Slovacchia  | 104   |

#### Staffetta
| Pos. | Nazione  | Punti |
| ---- | -------- | ----- |
| 1    | Norvegia | 314   |
| 2    | Ucraina  | 298   |
| 3    | Germania | 294   |
| 4    | Russia   | 277   |
| 5    | Francia  | 258   |

#### Nazioni
| Pos. | Nazione  | Punti |
| ---- | -------- | ----- |
| 1    | Norvegia | 7626  |
| 2    | Germania | 7556  |
| 3    | Russia   | 7392  |
| 4    | Ucraina  | 7386  |
| 5    | Francia  | 7058  |

## Misto

### Risultati
| Data                                 | Località             | Nazione   | Spec. | Primo                                                                | Secondo                                                                      | Terzo                                                                        |
| ------------------------------------ | -------------------- | --------- | ----- | -------------------------------------------------------------------- | ---------------------------------------------------------------------------- | ---------------------------------------------------------------------------- |
| 25 novembre 2012                     | Östersund            | Svezia    | MX    | Russia Ol'ga Zajceva Ol'ga Viluchina Aleksej Volkov Evgenij Ustjugov | Norvegia Tora Berger Synnøve Solemdal Erlend Bjøntegaard Emil Hegle Svendsen | Rep. Ceca Veronika Vítková Gabriela Soukalová Michal Šlesingr Ondřej Moravec |
| Campionati mondiali di biathlon 2013 |                      |           |       |                                                                      |                                                                              |                                                                              |
| 7 febbraio 2013                      | Nové Město na Moravě | Rep. Ceca | MX    | Norvegia Tora Berger Synnøve Solemdal Tarjei Bø Emil Hegle Svendsen  | Francia Marie-Laure Brunet Marie Dorin Alexis Bœuf Martin Fourcade           | Rep. Ceca Veronika Vítková Gabriela Soukalová Jaroslav Soukup Ondřej Moravec |

Legenda:

MX = staffetta mista 2x6 km + 2x7,5 km

### Classifiche
| Pos. | Nazione   | Punti |
| ---- | --------- | ----- |
| 1    | Norvegia  | 114   |
| 2    | Russia    | 98    |
| 3    | Rep. Ceca | 96    |
| 4    | Francia   | 94    |
| 5    | Italia    | 79    |